# 利氏江魟
利氏江魟（學名：Potamotrygon leopoldi），又叫豹江魟、黑白魟，是軟骨魚綱板鰓亞綱江魟科江魟屬的一種魚類，原產於巴西的欣古河，是一種較為常見的觀賞魚。本魚體呈圓盤狀，最大的特徵以黑色為底體盤上點綴白色圓點，牠會隨著環境的改變與本身的適應，身上的點狀花紋會慢慢擴散，然後消失。進口的利氏江魟在受到水質變化的刺激下，會有所謂的「流點」情況發生，棲息在河川底層水域，屬肉食性，以魚類、甲殼類、軟體動物等為食。

## 特征
平均寬40 cm（16英寸），長 75 cm（30英寸），重20（44磅），雌性稍大。其尾刺有毒，但毒性會隨著年齡增長而變弱。

## 外部連線
- 台灣觀賞魚圖庫 -  - 魟魚